# Musa Khel (distrikt)
Musa Khel är ett distrikt i Afghanistan. Det ligger i provinsen Khost, i den östra delen av landet, 110 km söder om huvudstaden Kabul. Administrativ huvudort är Musa Khel.
Distriktet beräknades år 2022 ha cirka 48 000 invånare.